# Пала (Чад)
Пала (фр. Pala) — місто в провінції Західний Майо-Кебі, Чад.

## Клімат
Місто знаходиться у зоні, котра характеризується кліматом тропічних саван. Найтепліший місяць — квітень із середньою температурою 30.6 °C (87 °F). Найхолодніший місяць — серпень, із середньою температурою 23.9 °С (75 °F).
| Клімат Пали             | Клімат Пали | Клімат Пали | Клімат Пали | Клімат Пали | Клімат Пали | Клімат Пали | Клімат Пали | Клімат Пали | Клімат Пали | Клімат Пали | Клімат Пали | Клімат Пали | Клімат Пали |
| Показник                | Січ.        | Лют.        | Бер.        | Квіт.       | Трав.       | Черв.       | Лип.        | Серп.       | Вер.        | Жовт.       | Лист.       | Груд.       | Рік         |
| Середня температура, °C | 25          | 27          | 30          | 31          | 29          | 26          | 25          | 24          | 25          | 26          | 26          | 25          | 26          |
| Норма опадів, мм        | 0           | 0           | 4           | 40          | 109         | 149         | 227         | 243         | 191         | 63          | 3           | 0           | 1027        |
| ----------------------- | ----------- | ----------- | ----------- | ----------- | ----------- | ----------- | ----------- | ----------- | ----------- | ----------- | ----------- | ----------- | ----------- |
| Джерело: Weatherbase    |             |             |             |             |             |             |             |             |             |             |             |             |             |

## Промисловість
Південнокорейська компанія перша розробила золоту шахту в Чаді. Шахта знаходиться в Палі (приблизно за 300 км на південь від столиці країни — Нджамени).

## Транспорт
У місті є аеропорт.